# هیلبورو
هیلبورو (به انگلیسی: Hilborough) یک روستا و محله مدنی در بریتانیا است که در Breckland District واقع شده‌است. هیلبورو ۲۴٫۰۸ کیلومتر مربع مساحت و ۲۴۳ نفر جمعیت دارد.